# Hóa chất

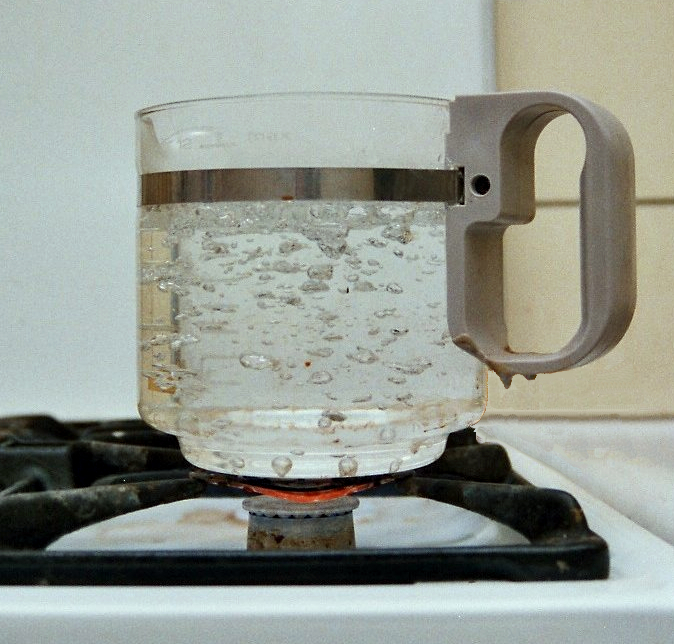
Hơi và nước lỏng là hai dạng khác nhau của cùng một chất, nước.

Trong chất hoá học, hóa chất hoặc chất hóa học là một dạng của vật chất mà có hợp chất và đặc tính hóa học không đổi. Không thể tách nó ra thành những thành phần nhỏ hơn bằng các phương pháp tách vật lý mà không làm bẻ gãy các liên kết hóa học. Hóa chất có các trạng thái khí, lỏng, rắn và plasma.
Các hóa chất thường được gọi là 'tinh khiết' để phân biệt với hỗn hợp chứa nhiều hóa chất khác nhau. Ví dụ hóa chất thường gặp là nước tinh khiết; nó cùng đặc tính và cùng tỉ số giữa hiđrô với oxy cho dù nó được lọc từ sông hay tạo ra trong phòng thí nghiệm. Các hóa chất quen biết khác ở dạng tinh khiết là kim cương (cacbon), vàng, muối ăn (natri chloride) và đường tinh luyện (sucroza). Tuy vậy, trong tự nhiên ít khi gặp các hóa chất tinh khiết mà chúng thường ở dạng hóa chất hỗn hợp. Ví dụ, nước từ các nhà máy lọc có chứa một lượng nhỏ natri chloride hòa tan và các hợp chất chứa sắt, calci và có thể là những hóa chất khác.
Hóa chất tồn tại dưới dạng rắn, lỏng, khí, hoặc plasma và có thể thay đổi pha trạng thái dưới tác động của nhiệt độ hay áp suất. Các phản ứng hóa học một chất hóa học thành chất hóa học khác, và đôi khi hóa chất cũng thường khá độc hại. Các dạng năng lượng, như ánh sáng và nhiệt không được coi là hóa chất.
Vào cuối thế kỷ 18, nhờ những công trình nghiên cứu của nhà hóa học Joseph Proust về thành phần của các hợp chất hóa học tinh khiết, điển hình như Đồng(II) carbonat hydroxide, khái niệm về hóa chất đã thực sự được định hình rõ ràng.